# Ängelholms Ishall
Ängelholms Ishall var en ishall i Ängelholm som uppfördes 1983 efter att den gamla arenan Vegeholms Ishall brunnit ned den 22 juli 1982. Den hade en publikkapacitet på cirka 4 500 personer, och användes som hemmaplan av Rögle BK fram till och med säsongen 2007–2008. Säsongen 1982–1983 spelade Rögle BK, då i Division 1 Södra, sina hemmamatcher i Olympiarinken i Helsingborg.
I april 2008 påbörjades rivningen av byggnaden, och den 20 september samma år invigdes Lindab Arena, numera Catena Arena.